# Merla
Merla, marla (obie nazwy od francuskiego miasta Marly), gaza introligatorska – używany między innymi w introligatorstwie gruby gumowany muślin, czyli rzadko tkana tkanina bawełniana o splocie płóciennym, silnie klejona. Może być surowa lub bielona.
Stosowana jest w oprawie książek do wzmocnienia grzbietu okładki, przyszywa się do niej sfalcowane arkusze oraz przykleja wyklejki wkładu do okładki.
Wykorzystywana jako materiał usztywniający również w krawiectwie i modniarstwie.